# Hirsch-Minze
Die Hirsch-Minze (Mentha cervina) ist eine Pflanzenart aus der Gattung der Minzen (Mentha).

## Merkmale
Die Hirsch-Minze ist eine ausdauernde, krautige Pflanze, die Wuchshöhen von 10 bis 30 Zentimeter erreicht. Die Blätter messen 1 bis 2,5 × 0,1 bis 0,4 Zentimeter. Sie sind kahl und sitzend. Der Kelch ist vierzählig. Die Deckblätter sind gelappt. Die Krone ist lila oder weiß.
Die Blütezeit reicht von Juni bis September.
Die Chromosomenzahl beträgt 2n = 36.

## Vorkommen und Gefährdung
Die Hirsch-Minze ist in Frankreich, Spanien, Portugal, Marokko, Algerien und auf den Azoren beheimatet. Sie kommt in Nassgebieten an Teichen und Flüssen in Wiesen, an Wegrändern, auf Triften und in lichten Wäldern vor. Sie wird in Italien als ausgestorben angesehen. Sie gilt als gefährdet und wird in der Roten Liste gefährdeter Arten der International Union for Conservation of Nature and Natural Resources (IUCN) als gering gefährdet („NT – Near Threatened“) geführt.

## Systematik
Mentha cervina L. wurde 1753 von Carl von Linné in Species Plantarum, Band 2, Seite 578 erstveröffentlicht. Synonyme für Mentha cervina sind: Mentha multifida Stokes, Mentha punctata Moench., Preslia cervina (L.) Fresen., Preslia glabriflora Opiz, Preslia villiflora Opiz und Pulegium cervinum (L.) Mill.

## Nutzung
Die Hirsch-Minze wird selten als Zierpflanze für Steingärten genutzt. Sie ist mindestens seit dem 20. Jahrhundert in Kultur.